# Latvajärvi (sjö i Finland, Kajanaland, lat 64,80, long 28,20)
Latvajärvi är en sjö i Finland. Den ligger i kommunen Hyrynsalmi i landskapet Kajanaland, i den centrala delen av landet, 500 km norr om huvudstaden Helsingfors. Latvajärvi ligger 320 meter över havet. Den är 7,5 meter djup. Arean är 32,5 hektar och strandlinjen är 2,83 kilometer lång. Sjön  ingår i Uleälvens huvudavrinningsområde. 